# Natica larvaroni
Natica larvaroni is een slakkensoort uit de familie van de Naticidae. De wetenschappelijke naam van de soort is voor het eerst geldig gepubliceerd in 1983 door P. Bernard.